# Nesar-e Eskandari
Nesar-e Eskandari (in persiano نسار اسکندری‎, traslitterato come Nesār-e Eskandarī o Nisār-e Eskandarī; noto anche come Eskandarī-ye Nesā') è un centro abitato iraniano situato nel distretto rurale di Zayandeh Rud-e Shomali, parte del distretto centrale della contea di Faridan nella provincia di Isfahan. Al censimento del 2006, la sua popolazione era di 682 abitanti, in 162 famiglie.
È noto soprattutto per essere stata proposta come una delle possibili ubicazioni di Alessandria Asiana, città fondata da Alessandro Magno durante il suo spostamento da Pasargade a Ecbatana. Infatti, l'area urbana è collegata alla vicina località di Eskandari-ye Baraftab dalla strada nota come Masir-e Eskandari (in italiano: Strada di Alessandro), a sua volta collocata tra l'altura del Kūh-e Dārābshāh (in italiano: Montagna del Re Dario) e il fiume Palāsjān, che la costeggia a sud.